# ماركو يوفيتش
ماركو يوفيتش (بالصربية: Марко Јовић)‏ هو لاعب كرة قدم صربي، ولد في 23 أبريل 1998 في سريمسكا ميتروفيتشا في صربيا.

## وصلات خارجية
- ماركو يوفيتش على موقع الاتحاد الأوربي (الإنجليزية)
- ماركو يوفيتش على موقع قاعدة بيانات كرة القدم.إي يو (الإنجليزية)
- ماركو يوفيتش على موقع Soccerway.com (الإنجليزية)